# جونيشكليس
جونيشكليس (بالإنجليزية: Joniškėlis) هي منطقة سكنية تقع في ليتوانيا في Pasvalys district municipality.[بحاجة لمصدر] يقدر عدد سكانها بـ 1,432 نسمة .

## أعلام
- جوناس سيبوليس